# Міжнародний день визволення в'язнів нацистських концтаборів

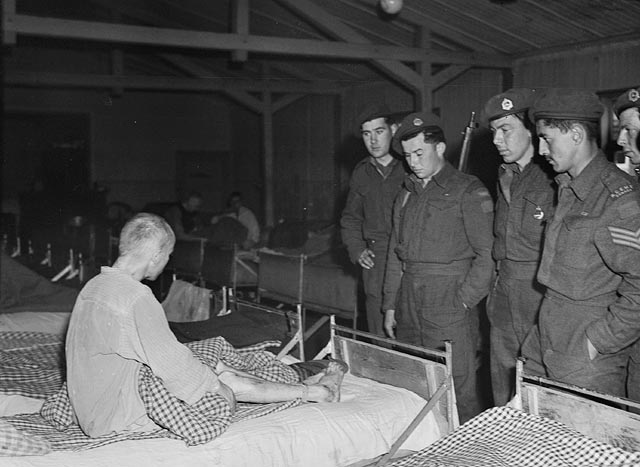
Канадські солдати у визволеному концтаборі. Веймар. 24 квітня 1945 року

Міжнародний день визволення в'язнів нацистських концтаборів (англ. International Day of liberation of the Nazi concentration camps) — пам'ятна дата, що відзначається 11 квітня в Росії на честь події, яка мала місце 11 квітня 1945 року, коли в'язні концтабору у Бухенвальді почали інтернаціональне повстання проти гітлерівців. Попри відсутність офіційного статусу, іноді відзначається громадськими організаціями та окремими органами влади в Україні та колишніх республіках Радянського Союзу.

## Історія
В березні 1945 року німецьке командування й основна частина охорони втекли з табору перед загрозою бути схопленими американськими військами. Тоді, безпосередньо перед прибуттям американців, на території Бухенвальду (найбільшого концентраційного табору) спалахує збройне повстання, організоване силами самих ув'язнених. Коли в концтабір Бухенвальд увійшли американські війська, повсталі вже перебрали на себе контроль над табором смерті, над табором було піднято червоний прапор. 11 квітня — день входження американців на територію Бухенвальду — і був прийнятий як дата, коли відзначається «Міжнародний день визволення в'язнів нацистських концтаборів». Після переходу табору під юрисдикцію СРСР табір було долучено до системи концентраційних таборів НКВС, а 1948 повністю інтегровано в систему ГУЛАГ.
Після втечі німці влаштували пошук утікачів. Спіймали й тут же розстріляли 170 осіб. На початку листопада 1943-го німці припинили активні пошуки. Відтоді й до звільнення Польщі ще близько 90 колишніх в’язнів Собібора (тих, кого не зловили) видало німцям місцеве населення або їх убили колабораціоністи. До кінця війни дожили лише 53 учасники повстання.
Одразу після втечі ув’язнених табір закрили та стерли з лиця землі. На його місці німці зорали землю, засадили її капустою та картоплею.
Також були повстання й утечі в інших таборах: Треблінці, Варшавському гетто, Маутгаузені й Бухенвальді.
Наймасовішою була втеча з Маутхаузена (KZ Mauthausen) у ніч на 3 лютого 1945 року. Понад 500 ув’язнених — переважно полонені радянські солдати та командири — закидали вежі з охороною камінням, колодками, вогнегасниками, мокрими ковдрами, замкнули колючий дріт, що був під напругою, й вирвалися з табору.
Пошук утікачів отримав серед есесівців знущальну назву «Мюльфіртельське полювання на зайців» (нім. Mühlviertler Hasenjagd). Підрозділи СС, Вермахту, Гітлер’югенду за допомогою місцевого населення переслідували й по-звірячому вбили 410 радянських військовополонених, які втекли з концтабору.
Там же в концтаборі Маутхаузен у ніч на 18 лютого 1945-го серед п’ятисот інших ув’язнених після катувань облитий водою на морозі (температура повітря близько — 12 °C) і вбитий генерал Дмитро Карбишев. Його тіло спалили в печах Маутхаузена.
З усіх втеч із концтаборів можна виокремити два абсолютно неймовірних випадки. Мова йде про втечі з полону на літаках.
Передусім слід згадати про групу під керівництвом льотчика Михайла Дев’ятаєва. 8 лютого 1945 року він з товаришами зумів захопити бомбардувальник Не-111 на полігоні Пенемюнде й полетіти з острова Узедом. На цьому полігоні випробували німецькі ракети Фау-1 і Фау-2.
Після війни Дев’ятаєв на цьому ж полігоні працював разом із Сергієм Корольовим.
Другим льотчиком, що зумів утекти на літаку, був американець Роберт Гувер (Robert Anderson Hoover), льотчик-винищувач 52-го винищувального авіаполку армії США. Його збили в бою 9 лютого 1944-го. Незадовго до кінця війни він утік на списаному винищувачі FW-190.
Широке поширення отримала система таборів для військовополонених під час Першої світової. За різними даними, в ці роки в полон потрапили близько 8 млн людей з усіх країн-учасниць конфлікту.
Справедливості заради слід зазначити, що умови утримання в полоні були відносно стерпними, в усякому разі смертність не перевищувала, за різними даними, 10–12 %.
Істотну роль у цьому зіграло те, що всі країни дотримувалися Гаазьких мирних конвенцій, ухвалених на конференціях у Гаазі у 1899 та 1907 роках, про закони та звичаї війни, включені в комплекс норм міжнародного гуманітарного права.
Зокрема, завдяки цим конвенціям, вижили сотні українців, які служили в арміях, що воювали між собою — в австро-угорській і російській. Вони здебільшого потрапляли в полон у боях на південній ділянці фронту: в Галичині, Карпатах, на Поділлі.
Так, одним з перших концтаборів ХХ століття був створений владою Австро-Угорщини концтабір Талергоф.
Усього через Талергоф з 4 вересня 1914-го до 10 травня 1917-го пройшло не менше ніж 20 тисяч галичан і буковинців. Тільки в перші півтора року загинуло близько 3 тисяч ув’язнених. Усього ж, за деякими оцінками, під час Першої світової війни знищено не менше ніж 60 тисяч русинів.
Під час Громадянської війни в Росії кількість полонених теж вимірювали тисячами, до того ж концтабори організували під час «червоного терору», оформленому у відповідній Постанові РНК РРФСР від 05.09.1918 р.

## Концтабори нацистів
Після приходу до влади нацистів на чолі з Гітлером боротьба з інакомисленням одразу набула вкрай жорстоких форм. Першим концтабором (нім. Konzentrationslager або KZ) став Дахау поблизу Мюнхена, відкритий 20 березня 1933 року, він функціонував аж до звільнення його американцями 29 квітня 1945 року.
Уведення надзвичайного стану (лютий 1933-го) супроводжувалося масовими арештами комуністів, яких нацисти звинуватили в підпалі Рейхстагу. У березні 1933-го ухвалено закон про надання нацистському уряду надзвичайних повноважень, на підставі яких проведені арешти керівників «старих» політичних партій (соціал-демократичної та інших), профспілкових діячів, а також євреїв — письменників, журналістів і юристів. У 1933 році кількість заарештованих в рейху — 26 789. Штурмовими загонами SA та SS і поліцією створено близько 50 таборів масового ув’язнення, зокрема Дахау, Оранієнбург, Естервеген і Заксенбург.
У число в’язнів концтаборів потрапляли особи, які слухали іноземні радіопередачі, «розповсюджувачі чуток», релігійні сектанти та гомосексуали. У квітні 1934-го ці табори перейшли повністю під контроль SS, судова влада втратила будь-яку можливість втручатися у справи гестапо. У лютому 1936 року рейхсфюрер SS Генріх Гіммлер наділив гестапо правом проводити арешти та розслідувати всі види антидержавної діяльності в рейху. Малі концтабори ліквідували, а ув’язнених перевели у більші табори — Дахау, Заксенхаузен і Бухенвальд.
У квітні 1938 року кримінальних злочинців, підданих «превентивному затриманню», перевели з в’язниць у концтабори, які, крім первісної функції, стали виконувати роль «виховних таборів».
Чисельність політичних в’язнів (марксистів, противників нацизму та євреїв) збільшилася після анексії Німеччиною Австрії та Судетської області (1938). Табори переповнилися, особливо через арешт після «Кришталевої ночі» близько 35 тисяч євреїв. Загальна кількість в’язнів збільшилася з 24 тисяч до 60 тисяч. Напередодні Другої світової війни загальна чисельність в’язнів концтаборів сягала 25 тисяч. З 1939-го концентраційні табори підпорядковані головному імперському управлінню безпеки (Reichsicherheitshauptamt, RSHA) — РСХА.
З початком Другої світової війни та захопленнями нових територій, а особливо після нападу Німеччини на СРСР, зростає й мережа концтаборів. Часом це були просто обгороджені шматки поля без будь-яких укриттів або споруд. У цих нелюдських умовах, без їжі, води, медичної допомоги, тримали тисячі військовополонених, захоплених Вермахтом у літню кампанію 1941 року. Вони, власне, були приречені на болісну смерть.
Необхідно врахувати, що нацисти, всупереч нормам Женевської конвенції «Про поводження з військовополоненими», підписаної 27 липня 1929 року, відразу провели чітке розмежування між полоненими з країн Західної та Східної Європи.
Якщо на Заході діяли переважно трудові концтабори, де працю ув’язнених використовували німецькі промисловці, то в Східній Європі, зокрема на території Польщі, розташовувалися переважно табори смерті (нім. Vernichtungslager — табори знищення), призначені для масового знищення різних груп населення. Тобто конвеєрні фабрики вбивства.
Убивство людей у таборах смерті поставили на потік. Були табори, призначені для масових убивств євреїв і циган: Хелмно, Треблінка, Белжець, Собібор, Майданек та Освенцим. Два останніх були також «звичайними» концтаборами на території окупованої Польщі. У Німеччині такими таборами смерті були Бухенвальд, Дахау і Равенсбрюк (перший жіночий концентраційний табір). Для вбивств німці застосовували спочатку розстріли, пізніше — газові камери. Трупи спалювали у крематоріях.

## Повстання в концтаборах і втечі з них
Неодноразово приречені на смерть ув’язнені робили спроби втечі з таборів, часто вдалі. Вони потрапляли в ряди загонів опору у Франції, Югославії, Італії.
Але були й випадки масових повстань у таборах. Одне з них — повстання в таборі смерті Собібор. Його очолив уродженець Кременчука лейтенант Червоної армії Олександр Аронович Печерський.
14 жовтня 1943 року в’язні табору смерті під керівництвом Олександра Печерського та Леона Фельдхендлера підняли повстання. Повсталі змогли вбити 11 (за іншими даними — 12) есесівців з персоналу табору й кілька охоронців-українців, але захопити склад зброї не вдалося. Охорона відкрила вогонь по ув’язнених, яким довелося прориватися з табору через мінні поля. Їм удалося зім’яти охорону й піти в ліс.
З майже 550 ув’язнених робочого табору 130 не брали участі у повстанні (залишилися в таборі), близько 80 загинули під час утечі. Інші втекли. Всіх, хто залишився у таборі, наступного ж дня вбили.
Після втечі німці влаштували пошук утікачів. Спіймали й тут же розстріляли 170 осіб. На початку листопада 1943-го німці припинили активні пошуки. Відтоді й до звільнення Польщі ще близько 90 колишніх в’язнів Собібора (тих, кого не зловили) видало німцям місцеве населення або їх убили колабораціоністи. До кінця війни дожили лише 53 учасники повстання.
Одразу після втечі ув’язнених табір закрили та стерли з лиця землі. На його місці німці зорали землю, засадили її капустою та картоплею.
Також були повстання й утечі в інших таборах: Треблінці, Варшавському гетто, Маутхаузені й Бухенвальді.
Наймасовішою була втеча з Маутхаузена (KZ Mauthausen) у ніч на 3 лютого 1945 року. Понад 500 ув’язнених — переважно полонені радянські солдати та командири — закидали вежі з охороною камінням, колодками, вогнегасниками, мокрими ковдрами, замкнули колючий дріт, що був під напругою, й вирвалися з табору.
Пошук утікачів отримав серед есесівців знущальну назву «Мюльфіртельське полювання на зайців» (нім. Mühlviertler Hasenjagd). Підрозділи СС, Вермахту, Гітлер’югенду за допомогою місцевого населення переслідували й по-звірячому вбили 410 радянських військовополонених, які втекли з концтабору.
Там же в концтаборі Маутхаузен у ніч на 18 лютого 1945-го серед п’ятисот інших ув’язнених після катувань облитий водою на морозі (температура повітря близько — 12 °C) і вбитий генерал Дмитро Карбишев. Його тіло спалили в печах Маутхаузена.
З усіх втеч із концтаборів можна виокремити два абсолютно неймовірних випадки. Мова йде про втечі з полону на літаках.
Передусім слід згадати про групу під керівництвом льотчика Михайла Дев’ятаєва. 8 лютого 1945 року він з товаришами зумів захопити бомбардувальник Не-111 на полігоні Пенемюнде й полетіти з острова Узедом. На цьому полігоні випробували німецькі ракети Фау-1 і Фау-2.
Після війни Дев’ятаєв на цьому ж полігоні працював разом із Сергієм Корольовим.
Другим льотчиком, що зумів утекти на літаку, був американець Роберт Гувер (Robert Anderson Hoover), льотчик-винищувач 52-го винищувального авіаполку армії США. Його збили в бою 9 лютого 1944-го. Незадовго до кінця війни він утік на списаному винищувачі FW-190.

## Марші смерті та звільнення концтаборів
Незадовго до кінця війни нацисти докладали чимало зусиль для приховування злочинів.
Табори руйнували, а трупи вбитих, які спочатку закопували в ровах, змушували викопувати ув’язнених. Їх намагалися масово спалювати в печах крематоріїв, на гігантських вогнищах, але це вдавалося не завжди — наступ Червоної армії та військ союзників ішов досить швидко.
Тому німці починали масово переводити ув’язнених з таборів — здебільшого пішки. Ці переходи отримали назву «марші смерті».
Найбільші «марші смерті» пройшли взимку 1944-1945, коли Червона армія почала визволення Польщі. Всього на 15 січня 1945 року в німецьких концтаборах перебувало 714 211 ув’язнених (511 537 чоловіків і 202 647 жінок). За підрахунками німецького історика Мартіна Брошата (Martin Broszat), третина цих ув’язнених загинула під час «маршів смерті».
Усього відомо близько 50 таких маршів. Найбільші — з Освенцима, Дахау, Бухенвальду. Нацисти вбивали ув’язнених великими групами до, під час і після маршів.
11 квітня 1945 року розпочалося повстання в Бухенвальді. Повсталі зуміли зібрати саморобний радіопередавач і зв’язатися з командуванням 3-ї армії союзників генерала Паттона.
Незабаром передові частини американців увійшли в табір.
Цей день і став Міжнародним днем звільнення в’язнів фашистських концтаборів.
Усього нацисти збудували 14033 концтабори.
На територіях, підконтрольних гітлерівцям, у концтаборах, таборах смерті, в’язницях перебувало понад 20 мільйонів осіб із 30 країн світу. 12 мільйонів не дожили до звільнення. Серед загиблих — 5 млн громадян СРСР, а також 6 мільйонів євреїв з різних країн.
Нацизм став і залишається єдиною системою, яка поставила знищення цілих народів на потік. Єдиною державою, яка будувала табори смерті, є нацистська Німеччина, розгромлена силами Антигітлерівської коаліції.
Будь-які спроби виправдати ці злочини є злочином перед пам’яттю про загиблих.

## Практика відзначення в Україні

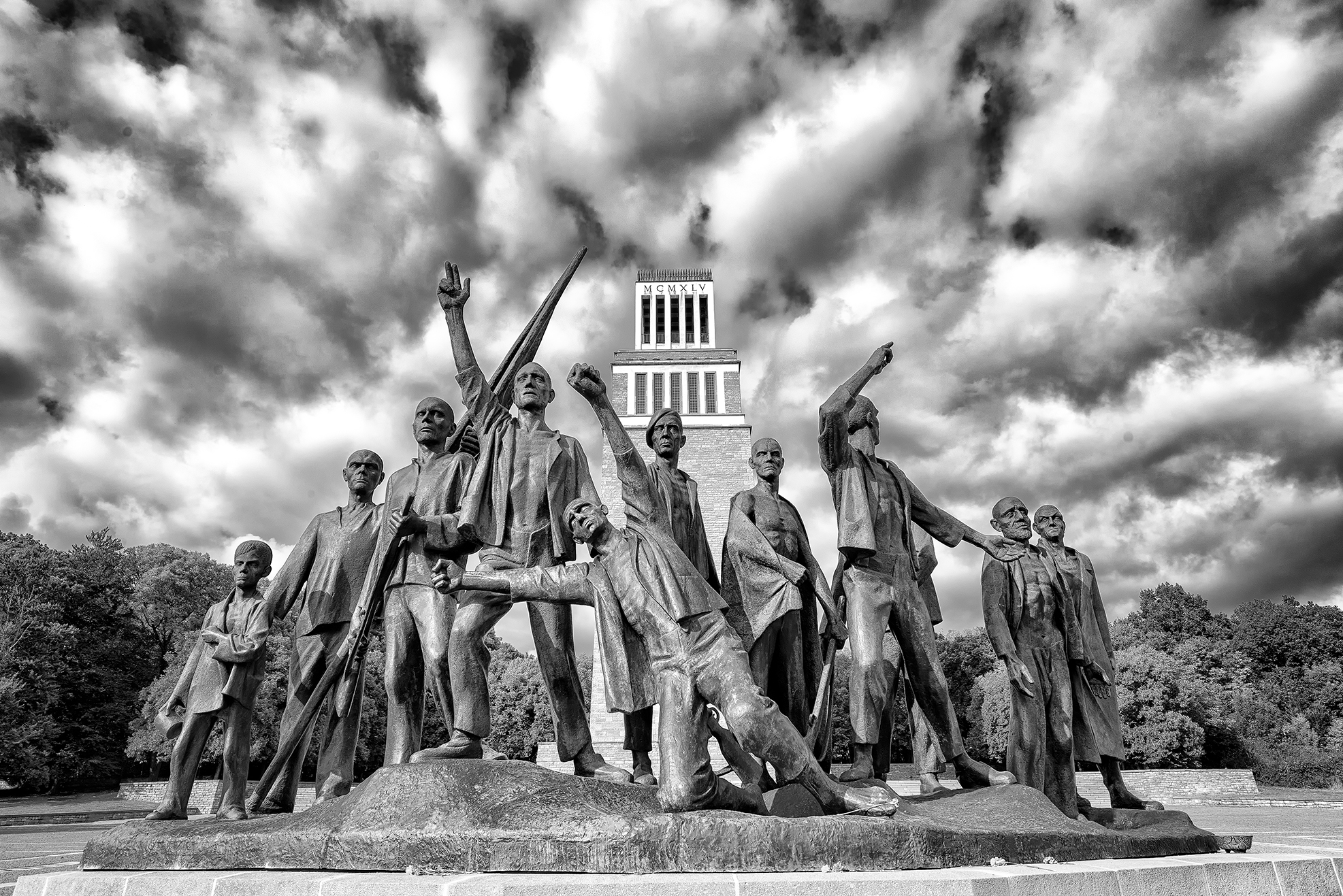
На південному схилі Еттерсбергу у Веймарі меморіал, помітний здалеку, вказує на численних жертв концтабору Бухенвальд.
Вражаюча скульптурна група, споруджена Фріцем Кремером у 1954-58 роках на згадку про в'язнів.

У 2007 р. Президент України «з нагоди Міжнародного дня визволення в'язнів нацистських концтаборів» відзначив державними нагородами активістів Української спілки в'язнів — жертв нацизму, у 2011 та 2012 рр. на сайті Президента розміщували звернення з нагоди Міжнародного дня визволення в'язнів нацистських таборів.
11 квітня 2012 р. у Львові за участю заступника голови Львівської обласної державної адміністрації Михайла Янковського, відбулося покладання квітів та проведення віча біля пам'ятного хреста на місці колишнього концентраційного табору «Шталаг-328». Представники християнських конфесій провели біля пам'ятного хреста на місці колишнього концентраційного табору екуменічну панахиду за загиблими. Представники обласної влади та громадськості також вшанували пам'ять жертв нацистських концтаборів біля пам'ятника жертвам нацизму (Львівське гетто) та пам'ятного знаку на території колишнього Янівського концтабору.
Керівництво ряду місцевих державних адміністрацій та рад оприлюднило свої звернення з нагоди Міжнародного дня визволення в'язнів нацистських концтаборів, відвідали місцевих мешканців — жертв нацизму, організували святкові концерти, мітинги тощо.
11 квітня з благословення митрополита Луцького і Волинського Ніфонта священнослужителі Волинської єпархії УПЦ МП на чолі з секретарем єпархії протоієреєм Миколаєм Бондаруком звершили заупокійну літію по в'язнях нацистських концентраційних таборів.